# ایگالی
ایگالی (به انگلیسی: Aigali) یک منطقهٔ مسکونی در هند است که در کارناتاکا واقع شده‌است.

## خصوصیات
ایگالی ۷٬۴۲۵ نفر جمعیت دارد.